# 에스키모밥
에스키모밥은 농심에서 제조판매하는 스낵 과자이다. 1976년에 출시한 인디안밥의 자매품으로 43년만인 2019년에 출시하였다.

## 소개
1976년 인디안밥을 출시하였던 농심에서 43년만에 인디안밥 자매품으로 출시한 과자이다. 기존의 인디안밥은 옥수수를 원료로 한 과자였지만 이번에 나온 에스키모밥은 바닷가재를 원료로 하였으며 에스키모인들의 주식으로 알려진 해산물 중 하나인 바닷가재로 만든 과자이다. 
43년동안 옥수수를 먹어왔다는 인디안이 새로운 주식을 찾아 바닷가재를 먹는 에스키모로 변신하면서 새로운 밥을 찾게 되었다는 컨셉이 있다. 

## 특징
주로 해산물을 주식으로 하는 에스키모인들이 먹는 음식 중의 하나인 바닷가재를 원료로 하여서 바닷가재 모양으로 만들었으며 칠리버터맛을 가미하였다. 